# Фелтон Спенсер
Фелтон Лафренс Спенсер (англ. Felton LaFrance Spencer; 5 січня 1968, Луїсвілл — 12 березня 2023) — американський професіональний баскетболіст, що грав на позиції центрового за низку команд НБА.

## Ігрова кар'єра
Починав грати у баскетбол у команді Східної старшої школи (Луїсвілл, Кентуккі). На університетському рівні грав за команду Луїсвілл (1986—1990). Став рекордсменом закладу за відсотком влучань з гри — 62,8 %.
1990 року був обраний у першому раунді драфту НБА під загальним 6-м номером командою «Міннесота Тімбервулвз». Захищав кольори команди з Міннесоти протягом наступних 3 сезонів. У першому своєму сезоні в лізі набирав 7,1 очка та 7,9 підбирання, що дозволило йому бути включеним до другої збірної новачків.
З 1993 по 1996 рік грав у складі «Юта Джаз», куди був обміняний на Майка Брауна.
Частину 1996 року виступав у складі «Орландо Меджик».
Наступною командою в кар'єрі гравця була «Голден-Стейт Ворріорс», за яку він відіграв 3 сезони.
З 1999 по 2000 рік грав у складі «Сан-Антоніо Сперс».
Останньою ж командою в кар'єрі гравця стала «Нью-Йорк Нікс», до складу якої він приєднався 2000 року і за яку відіграв 2 сезони.